# Peter Pan (pel·lícula de 1953)
|  | Aquest article tracta sobre la pel·lícula de Disney. Si cerqueu el personatge de Barrie, vegeu «Peter Pan». |

Peter Pan és una pel·lícula d'animació estatunidenca de 1953 produïda per Walt Disney, basada en l'obra homònima de J. M. Barrie, de 1904. És la catorzena pel·lícula animada de la Walt Disney Pictures.

## Argument
Peter Pan vola cada nit a Londres per sentir com la Wendy explica contes als seus germans, especialment els que tracten sobre ell i les aventures de la seva colla al País de Mai-més. Una nit els proposa d'acompanyar-lo, gràcies a la pols de la fada Campaneta, que sempre l'acompanya.
Els germans descobreixen un món amb pirates, sirenes i indis, on passen diversos perills, ja que Garfi, el líder pirata, vol capturar Peter, perquè el culpa d'haver perdut una mà (menjada per un cocodril). S'aprofita de la gelosia de Campaneta, que veu en Wendy una rival, i l'insta a descobrir l'amagatall de Peter Pan. Aquest, però, aconsegueix alliberar els seus amics i vèncer un cop més el seu enemic. Amb el vaixell pirata com a botí, torna els germans a Londres, per tal que tornin amb la família que enyoraven. Wendy els ofereix quedar-se a casa i que els seus pares els adoptin, però Peter Pan i els seus amics prefereixen viure a Mai-més i no créixer.

## Anàlisi[calcitació]
L'obra oposa el món de la infància i la imaginació al món racional dels adults. Wendy simbolitza el pas de la infantesa a la maduresa, perquè actua com a mare i és qui provoca el retorn a Londres. Peter Pan, per contra, és el símbol del nen etern, que refusa les responsabilitats adultes i només vol viure en un món de perpetu joc i hedonisme. El missatge final, amb Wendy a casa seva, demostra que s'ha d'assumir cada etapa de la vida.
La pel·lícula va esdevenir un gran èxit de públic, tot i que alguns crítics van protestar davant les alteracions respecte a l'original literari, especialment en els passatges omesos de dolor (com quan els pares descobreixen que els nens han marxat de casa, un fet que mai no apareix en pantalla).
Comparteix amb altres títols de l'època clàssica de Disney el dibuix pla, els gags d'humor blanc adreçats al públic infantil i la presència constant de la música.